# Волнистая толстоголовка
Волнистая толстоголовка (лат. Rhagologus leucostigma) — вид птиц отряда воробьинообразных. Неприметная птица среднего размера с тусклым коричневато-серым оперением, самки окрашены ярче самцов. Обитает в реликтовых лесах в горах Новой Гвинеи, питается в нижнем ярусе леса ягодами, фруктами, иногда насекомыми. Строит чашеобразные гнёзда среди маленьких веточек в кроне дерева и скрывает их мхами и печёночниками. Откладывает одно яйцо.
Волнистая толстоголовка была описана Томмазо Сальвадори в 1876 году. В 1934 году Эрвин Штреземан и Кнуд Палудан выделили вид в монотипический род волнистых толстоголовок (Rhagologus). Долгое время вид относили к семейству свистуновых отряда воробьинообразных. В ходе многочисленных молекулярных исследований в начале XXI века вид был выделен в монотипическое семейство Rhagologidae, близкородственное с йоровыми, ласточковыми сорокопутами, лодкоклювыми мухоловками или личинкоедовыми. Международный союз орнитологов выделяет два подвида.

## Описание
Волнистая толстоголовка — птица с телом длиной 15—16,5 см и массой 24—29 г.
Оперение тусклое коричнево-серое, в верхней части с полосами, в нижней — с пятнами. У самок оперение более яркое, чем у самцов, у них больше полос на теле, более ржавое оперение морды и полосы по краям перьев крыла и хвоста. В исследованиях начала XX века географические и возрастные различия в оперении волнистой толстоголовки часто замещали друг друга. По словам канадского орнитолога Остина Лумера Рэнда, описавшего в 1940 году по результатам экспедиций Ричарда Арчболда её подвиды, на иллюстрации 1915 года в качестве молодой птицы представлено изображение другого подвида.
Внешний вид волнистой толстоголовки мало напоминает других представителей свистуновых (Pachycephalidae), к которым долгое время был отнесён данный вид, схожей можно назвать только форму тела. По сравнению с ванговыми (Vangidae) и ласточковыми сорокопутами (Artamidae) у волнистой толстоголовки широкое нёбо, открытые ноздри и «неструктурированная» височная область. Нёбо и носовая область схожи со свистуновыми, но у последних сильно отличается височная область черепа: более узкая, глубокая и чёткая с хорошо развитыми заглазничными и скуловыми отростками.
Голова и тело среднего размера, шея короткая. Крылья округлённые, средней длины. Первостепенных маховых перьев десять, самым длинным является седьмое перо, восьмое и шестое перья схожей длины, десятое (внешнее) перо развито не полностью. Хвост средней длины. Рулевых перьев двенадцать, они слегка расширены и закруглены на конце.
Радужка глаза коричневая. Клюв средней длины, прямой и глубокий, с крючком на конце, окрашен в чёрный цвет. Ноги короткие и толстые, синего цвета, подушечки пальцев заметно расширены.
Вокализация волнистой толстоголовки не похожа на звуковые сигналы свистуновых, а скорее схожа с песнями настоящих дроздов (Turdus). Отдельные звуки более звенящие.

### Подвиды
Рэнд выделил три подвида волнистых толстоголовок, однако согласно современной классификации различают только два подвида, считая Rhagologus leucostigma novus синонимом номинативному подвиду. Самки разных подвидов больше похожи друг на друга, различия в основном касаются оперения самцов, у которых характерные отметины изменяются территориально с запада на восток.
У самца номинативного подвида Rhagologus leucostigma leucostigma оперение на лбу и в верхней части головы серое, по краю перьев проходит широкая полоса оливкового цвета, на лбу встречаются беловатые пятна, а на затылке — светлые прожилки. Уздечка — область между глазом и клювом — белая. По бокам головы перья тускло-рыжие, с чёрными кончиками. Шея сзади коричнево-оливковая, светлые штрихи на перьях увеличиваются до небольших пятен у кончика пера. Оперение спины коричневато-оливковое, с нечёткими пятнами в верхней части. Маховые перья коричневато-серые, по краю пера более оливковые. Кроющие перья коричневато-оливковые. Хвост коричневато-серый, рулевые перья имеют оливковый оттенок. Грудь и бока тусклые, желтовато-белые, по краю каждого пера проходит тусклая полоса. Оперение самки номинативного подвида отличается отметинами в задней части головы и более широкими белыми прожилками на перьях лба и задней части шеи. На первостепенных маховых перьях и основных кроющих перьях крыла рыжие края ярче, чем у самцов, а чёрные прожилки встречаются реже. Голова и подбородок более рыжие, оперение снизу светлее, чем у самцов, с более отчётливыми тёмными отметинами. Молодые птицы оперением напоминают самок.
Оперение иногда выделяемого подвида Rhagologus leucostigma novus темнее, чем у номинативного, как у самца, так и у самки. Тёмные отметины редуцированы или полностью отсутствуют, голова окрашена в более светлый цвет.
Оперение самца подвида Rhagologus leucostigma obscurus более тусклое, перья на лбу и в верхней части головы серые, с нечёткими краями; перья остальной части головы тускло-оливковые, со слабыми пятнами. Спина окрашена в тёмно-коричневый цвет, у кроющих перьев серые края. Оперение на горле серое, с чёрными краями, спереди — серовато-оливковое. Самка похожа на самку номинативного подвида, но бледнее.

## Распространение
Волнистая толстоголовка обитает на острове Новая Гвинея. Номинативный подвид встречается в северо-западной части острова, на полуострове Чендравасих в горах Арфак и Тамрау (англ. Tamrau Mountains). Иногда выделяемый подвид R. l. novus — на западе острова в районе горного массива Судирман на реке Утаква (англ. Utakwa River) и в горах Вейленд (англ. Weyland Mountains). Подвид R. l. obscurus обитает в центральной и юго-восточной частях острова, к востоку от реки Таритату (англ. Taritatu River) и к югу от горы Голиаф (англ. Mount Goliath), а также на полуострове Юон. Площадь ареала составляет 550 000 км².
Обитает в горных лесах, предпочитает реликтовые, но может селиться и во вторичных лесах. Высота над уровнем моря составляет 820—2550 м, иногда птиц видят на высоте до 2900 м, обычно встречаются на высоте 1500—2300 м. Предположительно ведут оседлый образ жизни.
Международный союз орнитологов относит волнистую толстоголовку к видам, вызывающим наименьшие опасения (LC). Птицы очень незаметны и не являются широко распространёнными на всём ареале, хотя в некоторых регионах могут встречаться чаще. Волнистую толстоголовку редко отмечают в результате прямых полевых наблюдений, намного чаще птиц ловят сетью.

## Питание
Информация о рационе волнистой толстоголовки крайне скудная. Птицы едят ягоды размером до 9 мм в диаметре, мелкие фрукты, иногда насекомых. Обычно встречаются в нижнем или среднем ярусах леса, но могут опускаться в кустарниковые заросли. Джордж Клапп (George E. Clapp) наблюдал, как самец и самка волнистой толстоголовки время от времени ели ягоды, находясь около гнезда.

## Размножение
Особенности размножения волнистой толстоголовки недостаточно изучены. Клапп обнаружил активное гнездо волнистой толстоголовки 8 февраля 1993 года на одном из склонов хребта Кариус (англ. Karius range) в провинции Саутерн-Хайлендс в Папуа — Новой Гвинее. Он не мог исследовать гнездо, не повредив его или кладку, поэтому ограничился только наружным наблюдением. Клапп не смог определить находятся ли в гнезде яйца или птенцы, но наблюдал около гнезда и самца, и самку. Вместе с тем ещё в 1973 году в провинции Моробе местными охотниками под наблюдением австралийского орнитолога Ричарда Шодда было собрано 10 гнёзд, некоторые из которых были с яйцами. Гнёзда были собраны 12—18 октября в районе хребта Херцог (англ. Herzog Range) и 30 октября—1 ноября в районе хребта Роулинсон (англ. Rawlinson Range). Впервые их описание было опубликовано в работе Шодда и Лесли Кристидиса в 2014 году. В июле были пойманы самцы с увеличенными семенниками. Предположительно птицы моногамны.
Гнездо чашеобразной формы с внешним диаметром 13—14 см и высотой 10—11 см по наблюдениям Клаппа было расположено на высоте около 4 м в небольших веточках на кроне невысокого дерева. Гнёзда, описанные в 2014 году, также были расположены на небольших деревьях, на высоте 2—3 м над землёй. Основными материалами при строительстве гнезда являются лоза, корешки и мхи. Для маскировки снаружи гнезда птицы помещают мхи и печёночники. В кладке одно яйцо, которое окрашено в цвет от бледно-матового до светло-кремового. На широком конце яйца концентрируются довольно крупные пятна от пурпурно-коричневого до красно-коричневого цвета.
Информация о периоде инкубации и особенностях гнездования отсутствует.

## Систематика
Волнистая толстоголовка была описана итальянским орнитологом Томмазо Сальвадори в 1876 году. Описание основано на коллекции, собранной в 1875 году, поэтому в некоторых источниках датируется этим годом. Сальвадори назвал новый вид Pachycephala leucostigma. Видовое название leucostigma (от греч. leukos — «белый» и греч. stigma — «пятно») отражает белые пятна на теле птиц. В 1934 году немецкий орнитолог Эрвин Штреземан и датский орнитолог Кнуд Палудан выделили вид в род Rhagologus (от греч. rhagologos — «собиратели ягод»).
В 1940 году Рэнд выделил три подвида волнистой толстоголовки. Позднее подвид R. l. novus стали считать синонимом номинативного подвида. Международный союз орнитологов выделяет два подвида:
- Rhagologus leucostigma leucostigma (Salvadori, 1876) — северо-запад и север Новой Гвинеи;
- Rhagologus leucostigma obscurus Rand, 1940 — центральная часть и юго-восток Новой Гвинеи.

Многие птицы Новой Гвинеи, похожие на свистуновых, традиционно относили к семейству Pachycephalidae или к роду Pachycephala. Подобное расположение было поддержано ранними работами Чарлза Сибли и Джона Алквиста по ДНК-ДНК гибридизации, но противоречило более поздним генетическим исследованиям. Положение волнистой толстоголовки в семействе свистуновых было поставлено под сомнение в нескольких работах начала XXI века. Последующие исследования указывают на связи с африканскими и азиатскими представителями отряда.
В различных источниках новое семейство считают сестринским с йорами (Aegithinidae), ласточковыми сорокопутами (Artamidae), лодкоклювыми мухоловками (Machaerirhynchidae), личинкоедовыми (Campephagidae). Согласно исследованиям Мари Аггербек (Marie Aggerbeck), данный род является сестринским по отношению к кладе пелтопсов (Peltops), флейтовых птиц (Cracticus) и артамов (Artamus), которые включены в семейство ласточковых сорокопутов. Формально в монотипическое семейство род был вынесен в работе Шодда и Кристидиса в 2014 году. Такое выделение учёные сделали на основе морфологического, поведенческого и генетического анализа.